# Шахвердиев, Тофик Рзакулиевич
То́фик Рзакули́евич Шахве́рдиев (р. 12 сентября 1938, Баку, Азербайджанская ССР) — советский и российский кинорежиссёр, сценарист и фотохудожник. Заслуженный деятель искусств Российской Федерации (2005). Народный артист Азербайджана (2018).

## Биография
Родился в Баку, вырос в Таганроге. Его отец, азербайджанец, погиб в годы Великой Отечественной войны. Мать русская. В 1960 году Шахвердиев окончил Таганрогский радиотехнический институт. Позже работал инженером на заводах в Риге и Минске. В 1971 году Шахвердиев окончил кинофакультет Киевского государственного института театрального искусства (мастерская А. И. Войтецкого), после чего в течение трёх лет работал режиссёром и сценаристом в творческом объединении «Экран». Затем вплоть до 1991 года проработал на нескольких киностудиях, в том числе им. Горького, «Ленфильм», «Мосфильм» и ВПТО «Видеофильм». В советский период снимал и художественные фильмы, являлся режиссёром нескольких серий детского киножурнала «Ералаш».
В 1995 году Шахвердиев снялся в эпизодической роли в фильме «Крестоносец».
В 2001—2003 годах работал над документальными фильмами из цикла под названием «Детство» (ТВ-6, ТВС). За 3 года в эфире было показано 6 его фильмов: «Надувные шарики», «Чтобы люди хлопали», «Убить человека», «Красно-белые», «Два мальчика, которые не пьют», «О любви».
За свои работы Шахвердиев неоднократно удостаивался отечественных и зарубежных наград и премий. Заслуженный деятель искусств РФ. Член Союза кинематографистов России, член секции графиков и фотохудожников Творческого Союза художников России.
27 мая 2018 года распоряжением Президента Азербайджана Тофику Шахвердиеву «За заслуги в развитии азербайджанской культуры» было присвоено почётное звание Народный артист Азербайджанской Республики.
В настоящее время живёт и работает в Москве.

## Фильмография

### Сюжеты киножурнала «Ералаш»
- № 4: «Новенький» (1975) (режиссёр)
- № 6: «1 „А“ говорит о скромности» (1975) (актёр, сценарист и режиссёр)
- № 7: «Я вижу мир (картинки с выставки)» (1976) (сценарист и режиссёр)
- № 24: «Злодей, добряк и… тот, кто живёт на крыше» (1980)
- № 48: «А ну-ка, девочки!» (1985)

### Художественные фильмы
- «Двое в новом доме» (1978)
- «Предчувствие любви» (1982)

### Документальные фильмы
| 1973 г. | «Урок гимнастики»                     |
| 1974 г. | «Дети России»                         |
| 1978 г. | «О чём твоя песня?»                   |
| 1989 г. | «Сталин с нами»                       |
| 1991 г. | «Умереть от любви»                    |
| 2000 г. | «Марш Победы»                         |
| 2001 г. | «Чтобы люди хлопали»                  |
| 2001 г. | «Надувные шарики»                     |
| 2002 г. | «Красно-Белые»                        |
| 2002 г. | «О любви»                             |
| 2002 г. | «Наши в Дубае»                        |
| 2003 г. | «Два мальчика, которые не пьют»       |
| 2003 г. | «Убить человека»                      |
| 2003 г. | «Памяти Антонио Гауди»                |
| 2004 г. | «Солист»                              |
| 2005 г. | «Он ругается матом»                   |
| 2006 г. | «Про зрение»                          |
| 2007 г. | «Александр Наумович и его дети»       |
| 2008 г. | «Мой друг Юрий Хащеватский»           |
| 2008 г. | «Мир простодушных»                    |
| 2009 г. | «Мой друг Доктор Лиза»                |
| 2009 г. | «Русская Слава»                       |
| 2010 г. | «Поиски ваххабитов в горах Дагестана» |
| 2012 г. | «Что за люди наши дети»               |
| 2012 г. | «Иерусалим. Марш Победы»              |
| 2013 г. | «Уроки итальянского»                  |
| 2013 г. | «Взять и полюбить»                    |
| 2014 г. | «Лагич»                               |
| 2015 г. | «Спасская башня»                      |
| 2019 г. | «Вся наша жизнь — игра»               |

## Награды
- Заслуженный деятель искусств Российской Федерации (21 апреля 2005 года) — за заслуги в области искусства[12].
- Народный артист Азербайджанской Республики (27 мая 2018 года) — за заслуги в развитии азербайджанской культуры[8].
- Премия «Золотой глаз» (2020 год, Союз журналистов России)[13].

2015 ПРИЗ за лучший фильм на фестивале туристических фильмов в Варшаве — за фильм «Лагич».
2014 Диплом кинофестиваля «Кунаки» в Сухуми - за фильм «Лагич».
2013 ГЛАВНЫЙ ПРИЗ фестиваля «Человек, познающий мир» — за фильм «Солист».
ВТОРОЙ ПРИЗ на фестивале «Кунаки» в Черкесске — за фильм «Поиски ваххабитов в горах Дагестана».
ПРИЗ ПРЕССЫ на Международном фестивале военно-патриотического фильма им. С. Ф. Бондарчука «Волоколамский рубеж» — за фильм «Иерусалим. День Победы».
СПЕЦИАЛЬНЫЙ ПРИЗ ЖЮРИ на Международном фестивале военно-патриотического фильма им. С. Ф. Бондарчука «Волоколамский рубеж» за фильм «Иерусалим. День Победы».
Диплом Всероссийского конкурса телевизионных фильмов и программ «Единение» за фильм «Иерусалим. День Победы».
2012 ПРИЗ ФЕСТИВАЛЯ «Радонеж» — за фильм "Мой друг Доктор Лиза".
2011 ПРИЗ «НИКА» Всероссийской Академии киноискусства за лучший неигровой фильм - фильм «Мой друг Доктор Лиза».
ГРАН-ПРИ кинофестиваля «Свидание с Россией» — за фильм «Поиски ваххабитов в горах Дагестана».
2010 ПРИЗ в номинации «Мир без терроризма» на 6 международном телерадиофестивале «Победим вместе» в Севастополе — за фильм «Поиски ваххабитов в горах Дагестана».
ПРИЗ за лучший документальный фильм «Мой друг Доктор Лиза». Фестиваль «Окно в Европу», Выборг.
2009 Диплом победителя Всероссийского конкурса фильмов, посвященных борьбе с экстремизмом — за фильм «Поиски ваххабитов в горах Дагестана».
Диплом лауреата национальной премии «Страна» на 12-м Евразийском телефоруме — за фильм «Мой друг Доктор Лиза».
ПРИЗ «Золотой бубен» на кинофестивале в Ханты-Мансийске — за фильм «Русская Слава».
ГРАН-ПРИ Второго всероссийского фестиваля электронных СМИ «Интеграция» — за фильмы «О любви», «Мир простодушных», «Про зрение».
ПРИЗ «Золотой Бубен» на кинофестивале в Ханты-Мансийске — за фильм "Мой друг «Юрий Хащеватский».
ПРИЗ ЖЮРИ международного кинофестиваля «Агросвит», Украина.
ПРИЗ за лучший документальный фильм на IV МКФ «В кругу семьи» в Екатеринбурге.
ГРАН-ПРИ Второго фестиваля электронных СМИ «Интерграция» в Москве.
2008 Диплом в номинации «Спорт и общество» на V МКФ спортивного кино «Атлант» — за фильм «Про зрение».
ПРИЗ ЖЮРИ на международном фестивале христианских фильмов в Глубоком (Белоруссия) за фильм «Мир простодушных».
ПРИЗ на международном фестивале «Кино без барьеров» в Москве. За фильм «Мир простодушных».
Диплом Центра общественной информации на фестивале «Сталкер» за фильм «Мир простодушных».
ПРИЗ «Золотой бубен» — за фильм «Русская Слава».
Диплом в номинации «Лучший режиссёр» на фестивале в Ханты-Мансийске — за фильм «Александр Наумович и его дети».
Почетный диплом за фильм «Урок гимнастики», вошедший в «Десятку лучших фильмов о спорте XX века».
2007 ПРИЗ Superfest на кинофестивале в Бёркли (Калифорния, США).
Специальный диплом Оргкомитета фестиваля «Московский Пегас» за фильм «Памяти Антонио Гауди».
2006 ПРИЗ Superfest на кинофестивале в Бёркли (Калифорния, США).
2004 ГЛАВНЫЙ ПРИЗ Международного кинофестиваля документальных фильмов «Послание к человеку» в С.-Петербурге «Золотой кентавр».
ГЛАВНЫЙ ПРИЗ МКФ «Флаэртиана» в г. Пермь.
ГЛАВНЫЙ ПРИЗ МКФ «Кино без барьеров» в г. Москва.
ПРИЗ имени Павла Когана, Израиль, фильм «О любви».
ПРИЗ Первого Балтийского кинофестиваля «Янтарные ворота» в г. Вильнюс.
ГЛАВНЫЙ ПРИЗ за лучший документальный фильм на фестивале российских фильмов в Онфлёре (Франция).
2003 ПРИЗ «Русский иллюзион» на фестивале «Сталкер».
Диплом фестиваля спортивных фильмов стран СНГ в номинации «Спорт, общество, мир» в Казахстане, фильм «Красно-белые».
ПРИЗ «Бронзовый Пегас».
2002 ПРИЗ Института Открытое общество на фестивале «Сталкер» «За идеи толерантности, утверждаемые средствами киноискусства». Фильм «Марш победы».
ПРИЗ ЮНЕСКО «За гуманизм в киноискусстве».
Диплом победителя в номинации «Мы в этом мире» на 11-м Межрегиональном фестивале «Евразийский калейдоскоп».
Диплом победителя в номинации «Наше наследие» в межрегиональном конкурсе «Евразийский калейдоскоп».
ПРИЗ «Бронзовый Витязь», Тамбов, фильм «Марш победы».
ПРИЗ зрительских симпатий на Всероссийском кинофестивале в Екатеринбурге.
ПРИЗ за важный вклад в искусство документального кино на V МКФ в Каламата, Греция.
2001 ГЛАВНЫЙ ПРИЗ «Сталкер» — за фильм «Надувные шарики».
ПРИЗ Гильдии киноведов и кинокритиков России- за фильм «Марш победы».
ПРИЗ «Бронзовый Пегас» на VII городском кинофестивале «Московский Пегас».
ПРИЗ «Ника» Всероссийской Академии киноискусств за лучший неигровой фильм — «Марш победы».
ПРИЗ «Золотой Пегас», Москва.
Номинант финала Национального телевизионного конкурса «ТЭФИ», фильм «Марш победы».
СПЕЦИАЛЬНЫЙ ПРИЗ Всероссийского фестиваля «Человек и война», Екатеринбург.
1990 ГЛАВНЫЙ ПРИЗ 1989 Номинант, один из трёх фильмов, выдвинутых на «Нику», фильм «Сталин с нами?»
Почетный диплом МКФ в Лейпциге.
1974 ЗОЛОТАЯ МЕДАЛЬ на фестивале спортивных фильмов в Таллинне, фильм «Урок гимнастики».
1973 ГЛАВНЫЙ ПРИЗ на Международном кинофестивале в Кортина-д’Ампеццо в Италии, фильм «Урок гимнастики».
ГЛАВНЫЙ ПРИЗ на Международном фестивале в г. Порторож в Югославии, фильм «Урок гимнастики».